# Mann Made Hits
Mann Made Hits is een compilatiealbum van de Britse popgroep Manfred Mann. Omdat deze compilatie al in 1966 verscheen ontbreken de grote hits die de groep daarna nog had, zoals Ha! Ha! Said the Clown en Mighty Quinn.

## Musici
- Paul Jones – zang, harmonica
- Mike Vickers – gitaar, saxofoon en fluit
- Tom McGuinness – basgitaar;
- Manfred Mann – toetsen;
- Mike Hugg – drums, percussie en vibrafoon

## Composities
1. Pretty flamingo
2. The one in the middle
3. Oh no not my baby
4. John Hardy
5. Spirit feel
6. Come Tomorrow
7. Do wah diddy diddy
8. Without your loving
9. With God on our side
10. Groovin'
11. I'm your kingpin
12. Sha la la
13. 54321
14. If You Gotta Go, Go Now

nb: Van I'm your kingpin verscheen in 2009 een nieuwe versie door Nick Vernier Band met Paul Jones op harmonica.